# Green Valley Ranch
Green Valley Ranch Resort & Spa este un hotel, casino, si Spa Resort. Districtul la Green Valley Ranch a fost adăugată ca un multi-proiect de utilizare direct la est de statiune, în aprilie 2004. Proprietatea include magazine si restaurante de pe primul nivel și condominii de lux la nivelurile superioare, precum și restaurante atragatoare și clădiri de birouri comerciale. O a doua fază a Districtul a fost deschis în august 2005, în continuare spre est, și include magazine de vânzare și spațiu comercial de birouri. Perlman Design Group destinate proiectului.